# Михайлівка (Луцький район)
Миха́йлівка — село в Україні, у Торчинській селищній громаді Луцького району Волинської області. Населення становить 71 особу. У Михайлівці проживають в основному старші люди і діти.

## Історія
У 2015-2020 рр. в складі Смолигівської сільської територіальної громади.

## Населення
Згідно з переписом УРСР 1989 року чисельність наявного населення села становила 93 особи, з яких 45 чоловіків та 48 жінок.
За переписом населення України 2001 року в селі мешкало 69 осіб. 100 % населення вказало своєю рідною мовою українську мову.